# Бродячий сюжет
Бродячие сюжеты — устойчивые комплексы сюжетно-фабульных мотивов, составляющие основу устного или письменного произведения, переходящие из одной страны в другую и меняющие свой художественный облик в зависимости от новой среды своего бытования. Исследованием таких сюжетов занималась школа заимствования, или миграционная школа сравнительного литературоведения (сравнительной мифологии), которая имела наибольшее влияние во второй половине XIX века. В России особенно влиятельны были публикации на эту тему академика А. Н. Веселовского. Впоследствии было показано (в частности, Фрэзером в «Золотой ветви»), что многие из сходных мотивов не заимствуются одним народом у другого, а являются архетипическими.

## Миграционная школа
Представители миграционной школы объясняли сходство повествовательных произведений у разных, в том числе неродственных народов, не общими закономерностями развития сознания, а перемещением (миграцией) сюжетов, мотивов и образов из одной культуры в другую через прямое или косвенное заимствование, часто опосредованное книгами. Эта школа осмыслила такое перемещение как глобальную закономерность культурного развития. 
Основоположником направления стал немецкий востоковед Теодор Бенфей, который в 1859 году, издав сборник индийских сказок «Панчатантра» и сопроводив его предисловием, наглядно показал влияние восточных сюжетов на европейский фольклор. Другим благодатным полем для демонстрации путей миграции сюжетов (с востока на запад) служила «Тысяча и одна ночь». Теория Бенфея получила широкое распространение, найдя сторонников в Германии (Р. Кёлер, М. Ландау, И. Больте), Франции (Г. Парис, Э. Коскен), Великобритании (А. Клаустон), Италии (А. д’Анкона, Д. Компаретти) и Чехии (Й. Поливка), а в Финляндии (Ю. Крон, А. Аарне) она развилась в формалистический историко-географический метод.
В России предпосылки миграционной школы заложил (ещё до Бенфея) А. Н. Пыпин в работе 1857 года, выявивший связи русской словесности с культурами Востока и Европы. Непосредственное влияние идей Бенфея проявилось в статье В. В. Стасова (1868), где происхождение русских былин объяснялось восточными заимствованиями, что вызвало острую дискуссию о самобытности русской культуры (с участием Ф. И. Буслаева, В. Ф. Миллера и др.). Эта дискуссия выявила слабые стороны миграционной школы, показав необходимость учета национального и исторического контекста.
Ключевой вклад в развитие теории в России внес А. Н. Веселовский. Он плодотворно разрабатывал идею заимствовавний, считая главной их причиной «типологический универсализм» культурного развития, и сформулировал важный принцип «встречных течений», объясняющий заимствования изначальным сходством культурных основ разных народов. В России идеи миграционной школы разделяли Г. Н. Потанин, И. Н. Жданов, А. М. Лобода, А. И. Кирпичников, М. Г. Халанский, С. Ф. Ольденбург, а также частично некоторые её прежние критики, такие как Ф. И. Буслаев и В. Ф. Миллер. Таким образом, миграционная школа утвердила представление о миграции сюжетов как важнейшей закономерности мирового культурно-исторического процесса.

## Примеры бродячих сюжетов
Текст раздела взят из Литературной энциклопедии 1929—1939
Сюжет произведения с бродячим сюжетом, порой даже его фабула, бывает настолько устойчив, что на всем пути остается почти неизменным; варианты же его, возникающие в зависимости от бытования сюжета в различных странах, дают возможность определить, путём сличения их, всю историю бродячего сюжета. Таковы бродячие сюжеты рассказов и притч из сборников «Панчатантра», «Римские деяния», «Тысяча и одна ночь», басен Эзопа, отдельных сказок, легенд, преданий и пр. В течение тысячелетий они не утрачивают единства структуры, обрастая, однако, на своем пути все новыми и новыми вариантами. Свойственные отдельным странам различия социально-экономического строя, языка, национальности, быта, культуры, религии накладывают свой отпечаток на данный бродячий сюжет, но не изменяют его целиком.
Примером преимущественно книжной передачи бродячих сюжетов могут служить сюжеты в сборнике «Панчатантра»; они переносятся, как было установлено, с Востока на Запад и, преодолевая века и пространства, доходят до наших дней. Примеры устной передачи бродячих сюжетов особенно наглядно можно видеть в средневековой новелле («фабльо») и сказке. Такова, например, русская сказка о Шемякином суде, родиной которой (согласно исследованиям) является Восток, а именно Индия, и параллели которой можно видеть в тибетском сказании, в сказке о каирском купце, в современных персидских сказках, в итальянских новеллах Джованни Серкамби, в английских стихах о водовозе Бусотто и так далее.

## Классификация
Обычно бродячие сюжеты каталогизируются двумя способами. Одни исследователи кладут в основу каталога какой-либо особенно популярный сборник сказок («Сказки братьев Гримм») или новелл («Декамерон»), подбирая к нему параллели. Другие распределяют бродячие сюжеты по определенным тематическим рубрикам, выделяя, например, следующие типы бродячих сюжетов:
- героические, повествующие главным образом о славных подвигах героев, витязей, богатырей и пр.; примеры – бродячий сюжет «бой отца с сыном» и пр.;
- мифологические или волшебно-сказочные, в основу которых легли предания о змеях, волшебных птицах, чудо-девице, скатерти-самобранке и пр. персонажах и предметах волшебных сказок; примеры – бродячий сюжет в сказках и былинах о Змее Горыныче и спрятанной смерти и пр.;
- сказочно-бытовые, повествующие о бытовых явлениях, нашедшие отражение в сказке; таковы бродячие сюжеты о мачехе и падчерице, о похищении жён и девушек как отголосок обычая «умыкания» и пр.;
- новеллистически-бытовые (сатирически-бытовые); таковы бродячие сюжеты в ряде анекдотов о глупцах, в новеллах о вероломных жёнах и вдовах, в сказках про попа и мужика и пр.